# Lassina Traoré
Pour les articles homonymes, voir Traoré.
Ne pas confondre avec Lacina Traoré, footballeur ivoirien né en 1990.
Lassina Traoré, né le 12 janvier 2001, est un footballeur international burkinabé évoluant au poste d'attaquant au Shakhtar Donetsk. Il est le cousin de Bertrand Traoré, joueur d'Aston Villa

## Biographie

### En club
Lassina Traoré est le seul joueur étranger à ne pas avoir rompu son contrat avec le Chakhtar Donetsk suit à l'invasion de l'Ukraine par la Russie en 2022.

### En équipe nationale
Il reçoit sa première sélection en équipe du Burkina Faso le 4 mai 2017, en amical contre le Bénin. Traoré inscrit un but et les deux équipes se neutralisent (1-1). Le 21 mai de la même année, il reçoit sa deuxième sélection, contre cette même équipe. Traoré se met à nouveau en évidence en inscrivant un doublé (score : 2-2).

## Statistiques
| Saison                | Club                  | Championnat           | Championnat | Championnat | Championnat | Coupe(s) nationale(s) | Coupe(s) nationale(s) | Coupe(s) nationale(s) | Supercoupe | Supercoupe | Supercoupe | Compétition(s) continentale(s) | Compétition(s) continentale(s) | Compétition(s) continentale(s) | Compétition(s) continentale(s) | Total | Total | Total |
| Saison                | Club                  | Division              | M.          | B.          | P.d.        | M.                    | B.                    | P.d.                  | M.         | B.         | P.d.       | Comp.                          | M.                             | B.                             | P.d.                           | M.    | B.    | P.d.  |
| 2018-2019             | Ajax Amsterdam        | Eredivisie            | 1           | 0           | 0           | -                     | -                     | -                     | -          | -          | -          | C1                             | -                              | -                              | -                              | 1     | 0     | 0     |
| 2019-2020             | Ajax Amsterdam        | Eredivisie            | 9           | 2           | 2           | 2                     | 2                     | 2                     | -          | -          | -          | C1+C3                          | 0+1                            | 0+0                            | 0+0                            | 12    | 4     | 4     |
| 2020-2021             | Ajax Amsterdam        | Eredivisie            | 12          | 7           | 6           | -                     | -                     | -                     | -          | -          | -          | C1+C3                          | 5+1                            | 1+0                            | 2+0                            | 18    | 8     | 8     |
| Sous-total            | Sous-total            | Sous-total            | 22          | 9           | 8           | 2                     | 2                     | 2                     | 0          | 0          | 0          | -                              | 7                              | 1                              | 2                              | 31    | 12    | 12    |
| 2021-2022             | Shakhtar Donetsk      | Premier-Liha          | 7           | 6           | 0           | -                     | -                     | -                     | 1          | 2          | 0          | C1                             | 6                              | 1                              | 0                              | 14    | 9     | 0     |
| 2022-2023             | Shakhtar Donetsk      | Premier-Liha          | 21          | 5           | 4           | -                     | -                     | -                     | 1          | 2          | 0          | C1+C3                          | 6+4                            | 1+0                            | 0                              | 32    | 8     | 4     |
| 2023-2024             | Shakhtar Donetsk      | Premier-Liha          | 16          | 4           | 6           | 2                     | 0                     | 0                     | 1          | 2          | 0          | C3                             | 2                              | 0                              | 0                              | 21    | 6     | 6     |
| 2024-2025             | Shakhtar Donetsk      | Premier-Liha          | 17          | 2           | 2           | 1                     | 1                     | 0                     | 0          | 0          | 0          | C1                             | 6                              | 0                              | 0                              | 24    | 3     | 2     |
| Sous-total            | Sous-total            | Sous-total            | 61          | 17          | 12          | 3                     | 1                     | 0                     | 1          | 2          | 0          | -                              | 24                             | 2                              | 0                              | 89    | 22    | 12    |
| Total sur la carrière | Total sur la carrière | Total sur la carrière | 83          | 26          | 20          | 5                     | 3                     | 2                     | 1          | 2          | 0          | -                              | 31                             | 3                              | 2                              | 120   | 34    | 24    |

## Palmarès
- Ajax Amsterdam
  - Champion des Pays-Bas en 2019 et 2021
  - Vainqueur de la Coupe des Pays-Bas en 2019 et 2021

- Shakhtar Donetsk
  - Vainqueur de la Supercoupe d'Ukraine en 2021